# 電力工程學
電力工程學或電力系統工程從電機工程學分支出來，是研究電力的產生、傳輸、分配、利用與使電器連上電力系統的學問。這個領域的許多領域都涉及到現代世界的交流輸配電問題，很大一部分是關於交流和直流之間的切換以及諸如在飛機或鐵路網中使用的專用電力系統的開發，主要是處理發電、電力傳輸、電力網路及相關設備的設計。這些設備包括發電機、變壓器、電動機及電力電子等。